# 众合机电
浙江众合机电股份有限公司是浙江大学圆正控股集团参与投资、1999年5月7日于深圳证券交易所上市的公司。
2007年，公司实现主营业务收入1.32亿元，主营业务利润4953万。